# Zelenodolsk (Ukraine)
Pour les articles homonymes, voir Zelenodolsk.
Zelenodolsk (en ukrainien : Зеленодольськ ; en russe : Зеленодольск) est une ville de l'oblast de Dnipropetrovsk, en Ukraine. Sa population s'élevait à 12 000 habitants en 2024.

## Géographie
Zelenodolsk se trouve à 145 km au sud-ouest de Dnipro et à 12 km au sud d'Apostolove.

## Histoire
L'histoire de Zelenodolsk est étroitement liée au projet de centrale électrique «Kryvoriskoï DRES-2» (en ukrainien : Криворізької ДРЕС-2), approuvé par le Conseil des ministres de la RSS d'Ukraine le 31 janvier 1961. Le Soviet suprême de l'URSS adopte le nom de Zelenodolsk pour la nouvelle ville le 7 octobre 1961. À la fin de l'année 1961, les constructeurs de la centrale commencent à s'installer dans les premiers logements.

## Population
Recensements (*) ou estimations de la population :
| 1970*  | 1979*  | 1989*  | 2001*  |
| ------ | ------ | ------ | ------ |
| 10 070 | 12 775 | 15 355 | 14 792 |

| 2010   | 2011   | 2012   | 2013   |
| ------ | ------ | ------ | ------ |
| 14 200 | 14 134 | 14 022 | 13 947 |

## Transports
Zelenodolsk se trouve à 177 km de Dnipro par le chemin de fer et à 202 km par la route.